# 청송여자중학교
청송여자중학교(靑松女子中學校)는 대한민국 경상북도 청송군 청송읍 월막리에 있는 사립 중학교이다.

## 학교 연혁
- 1973년 6월 18일 : 학교법인 청경학원 인가, 박명준 이사장 취임
- 1974년 1월 5일 : 청송여자중학교 설립 인가
- 1974년 3월 1일 : 초대 우복성 교장 취임
- 1974년 5월 14일 : 개교식 거행
- 1977년 11월 12일 : 청송여자종합고등학교 설립 인가
- 1996년 11월 14일 : 생활관 준공
- 2003년 8월 23일 : 급식소 준공
- 2004년 7월 2일 : 학교 체육관 준공
- 2005년 11월 20일 : 청경관(기숙사) 준공
- 2009년 8월 3일 : 교과교실제 운영학교 선정
- 2009년 12월 17일 : 자율학교 지정
- 2017년 1월 23일 : 이사장 박영학 취임
- 2017년 2월 9일 : 중학교 제41회 졸업식 거행(중학교 36명)
- 2017년 2월 9일 : 고등학교 제37회 졸업식 거행(고등학교 49명)
- 2017년 3월 1일 : 제7대 교장 김대흥 취임
- 2019년 3월 4일 : 중학교 제46회 입학식 (중학교 32명)
- 2019년 3월 4일 : 고등학교 제42회 입학식 (고등학교 18명)

## 참고 자료
- 청송여자중학교 - 한국교육학술정보원 학교알리미